# Argostemma verticillatum
Argostemma verticillatum är en måreväxtart som beskrevs av Nathaniel Wallich. Argostemma verticillatum ingår i släktet Argostemma och familjen måreväxter. Inga underarter finns listade i Catalogue of Life.